# Gunjur (ort i West Coast)
Gunjur är en ort i Gambia. Den ligger i regionen West Coast, i den västra delen av landet, 30 km sydväst om huvudstaden Banjul. Antalet invånare var 14 734 vid folkräkningen 2013.